# Superman: The Man of Steel (jeu vidéo, 1992)
Pour les articles homonymes, voir Superman: The Man of Steel et Superman (homonymie).
Superman: The Man of Steel, ou simplement Superman en Amérique du Nord, est un jeu vidéo de plates-formes développé et édité par Sunsoft sur Mega Drive en 1992. Le jeu est porté par Virgin Interactive en 1993 sur Game Gear et Master System.
Il est basé sur le comics Superman.